# Gmina Czechowice-Dziedzice
Die Gmina Czechowice-Dziedzice [ʧɛxoˈvʲiʦɛ ʥɛˈʥiʦɛ] ist eine Stadt-und-Land-Gemeinde im Powiat Bielski der Woiwodschaft Schlesien in Polen. Ihr Sitz ist die gleichnamige Industriestadt (deutsch seit 1940/1943 Czechowitz-Dzieditz bzw. Tschechowitz) mit etwa 35.900 Einwohnern.

## Geografie

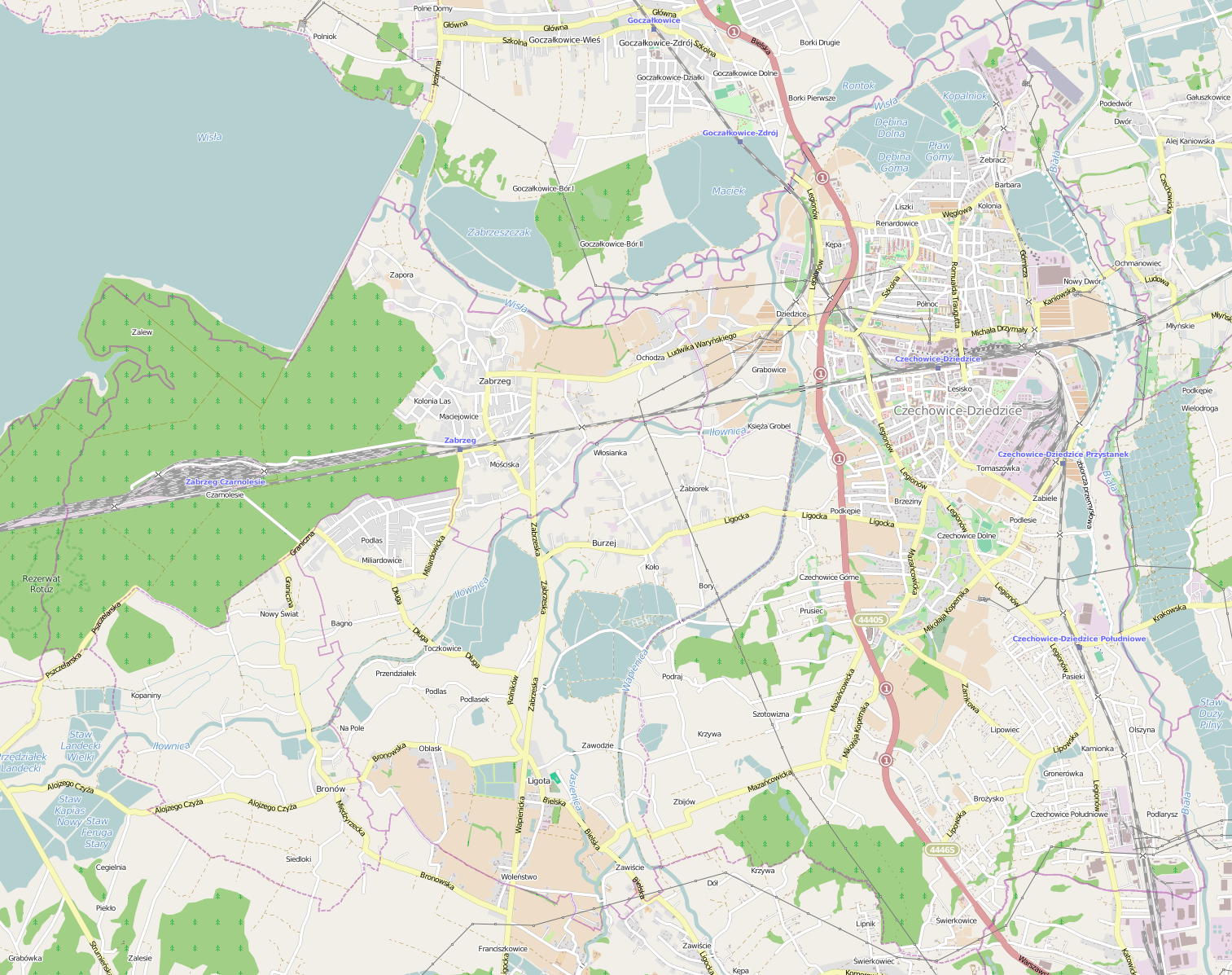
Karte mit dem Gemeindegebiet

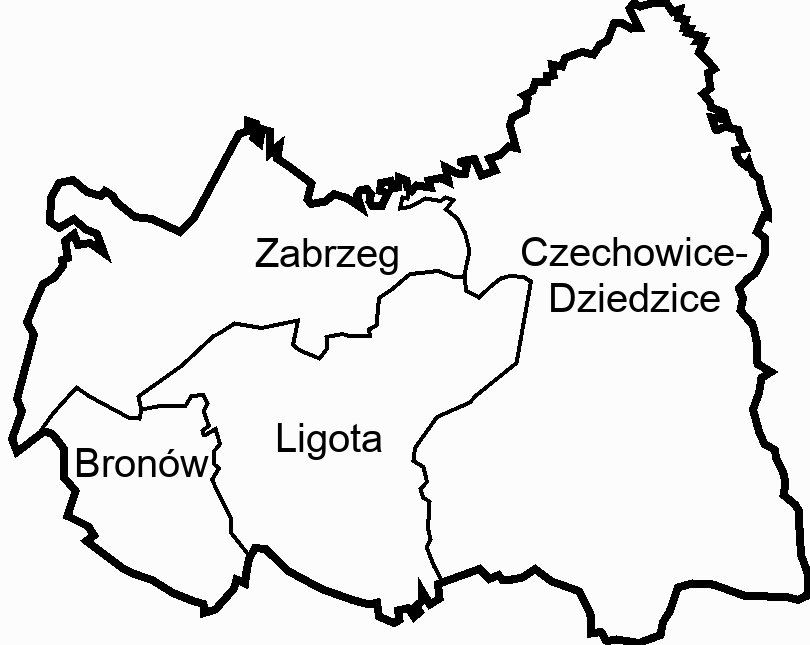
Stadt und Schulzenämter

Die Gemeinde liegt im Südosten der Woiwodschaft. Nachbargemeinden sind Pszczyna im Nordwesten, Goczałkowice-Zdrój im Norden, Pszczyna im Nordwesten, Bestwina im Osten, die Kreisstadt Bielsko-Biała (Bielitz-Biala) im Südosten, Jasienica im Süden und Chybie im Westen. Katowice (Kattowitz) liegt etwa 50 Kilometer nördlich.
Die Region gehört zum Auschwitzer Becken (Kotlina Oświęcimska) und Teschener Schlesien (polnisch Śląsk Cieszyński). An der Nordgrenze der Gemeinde verläuft die Weichsel, entlang der Ostgrenze die Biała (Bialka). Zu den weiteren Fließgewässern gehören die Iłownica (Ihlownitz) und ihr Zufluss Wapienica (Lobnitz). Im Nordwesten grenzt die Gemeinde an den Goczałkowice-Stausee.

## Geschichte

### Verwaltungsgeschichte
In der deutschen Besatzungszeit wurden die beiden Landgemeinden Czechowice und Dziedzice 1940 zu Czechowitz-Dzieditz vereinigt. Die Gemeinde erhielt 1943 den Namen Tschechowitz. Czechowice wurden 1950 die Stadtrechte erteilt. Die Stadt wurde 1958 in Czechowice-Dziedzice umbenannt.
Die Landgemeinden Gmina Ligota und Gmina Zabrzeg wurden 1954 in Gromadas aufgelöst. Aus diesen wurde 1973 die neue Gmina Ligota gebildet. Diese wurde von 1977 bis 1982 mit der Gmina Bestwina zur Landgemeinde Czechowice-Dziedzice vereinigt. Stadt- und Landgemeinde Czechowice-Dziedzice wurden 1990/1991 zur Stadt-und-Land-Gemeinde vereinigt.
Das Gemeindegebiet kam 1950 von der ehemaligen Woiwodschaft Schlesien zur Woiwodschaft Katowice (1953–1956 Woiwodschaft Stalinogrodzkie). Von 1975 bis 1998 wurde der Powiat aufgelöst und die Woiwodschaft im Zuschnitt verkleinert. Im Januar 1999 kam die Gemeinde wieder zum Powiat Bielski und zur Woiwodschaft Schlesien.

## Politik

### Bürgermeister
An der Spitze der Verwaltung steht der Bürgermeister. Seit 2006 ist dies Marian Błachut, der für das Wahlkomitee der Vereinigung „Neue Initiative“ antritt. Die turnusmäßige Wahl im April 2024 brachte folgendes Ergebnis:
- Marian Błachut (Wahlkomitee der Vereinigung „Neue Initiative“) 56,6 % der Stimmen
- Dariusz Czapiga (Wahlkomitee „Ihre lokale Verwaltung“) 23,2 % der Stimmen
- Justyna Rezepecka (Prawo i Sprawiedliwość) 20,2 % der Stimmen

Damit wurde der Amtsinhaber Marian Błachut bereits im ersten Wahlgang für eine weitere Amtszeit gewählt.
Die turnusmäßige Wahl im Oktober 2018 brachte folgendes Ergebnis:
- Marian Błachut (Wahlkomitee der Vereinigung „Neue Initiative“) 69,0 % der Stimmen
- Radosław Hudziec (Wahlkomitee „Überparteilich – Familie Recht Gemeinschaft“) 14,4 % der Stimmen
- Wojciech Leśny (Prawo i Sprawiedliwość) 13,0 % der Stimmen
- Dariusz Piechaczek (Wahlkomitee „Ihre lokale Verwaltung / Koalicja Obywatelska“) 3,5 % der Stimmen

Damit wurde der Amtsinhaber Marian Błachut bereits im ersten Wahlgang für eine weitere Amtszeit gewählt.

### Stadtrat
Der Stadtrat von Czechowice-Dziedzice besteht aus 21 Mitgliedern. Die Wahl 2024 führte zu folgendem Ergebnis:
- Wahlkomitee der Vereinigung „Neue Initiative“ 41,3 % der Stimmen, 11 Sitze
- Wahlkomitee „Überparteilich – Familie Recht Gemeinschaft“ 25,1 % der Stimmen, 6 Sitze
- Prawo i Sprawiedliwość (PiS) 18,0 % der Stimmen, 3 Sitze
- Wahlkomitee „Ihre lokale Verwaltung“ 8,3 % der Stimmen, 1 Sitz
- Wahlkomitee „Wir handeln!“ 7,3 % der Stimmen, kein Sitz

Die Wahl 2018 führte zu folgendem Ergebnis:
- Wahlkomitee der Vereinigung „Neue Initiative“ 51,4 % der Stimmen, 13 Sitze
- Wahlkomitee „Überparteilich – Familie Recht Gemeinschaft“  27,1 % der Stimmen, 5 Sitze
- Prawo i Sprawiedliwość (PiS) 16,5 % der Stimmen, 3 Sitze
- Wahlkomitee „Ihre lokale Verwaltung / Koalicja Obywatelska“ 5,0 % der Stimmen, kein Sitz

### Partnerschaft
Seit dem Jahr 1991 besteht eine Gemeindepartnerschaft mit Hiddenhausen in Nordrhein-Westfalen.

## Gliederung
Die Stadt-und-Land-Gemeinde (gmina miejsko-wiejska) Czechowice-Dziedzice besteht aus der Stadt selbst und drei Orten mit einem Schulzenamt (solectwo):
- Czechowice-Dziedzice
- Bronów (Braunau)
- Ligota (Ellgot)
- Zabrzeg (Zabrzeg)

## Verkehr
Die Landesstraße DK1 (Europastraße 75) durchzieht die Gemeinde von Süd nach Nord und führt von der Kreisstadt Bielsko-Biała über Tychy (Tichau) nach Częstochowa (Tschenstochau).
An der Bahnstrecke Trzebinia–Zebrzydowice bestehen der Bahnhof Czechowice-Dziedzice und Stationen in Zabrzeg und am Rangierbahnhof Zabrzeg Czarnolesie. An der Bahnstrecke Katowice–Zwardoń bestehen der Bahnhof Czechowice-Dziedzice Południowe und der Haltepunkt Czechowice-Dziedzice Przystanek.
Der nächste internationale Flughafen ist Katowice.